# Intercontinental GT Challenge
Intercontinental GT Challenge är en internationell racingserie för GT-bilar.

## Format
Serien organiseras av SRO Motorsports Group och körs med GT3-bilar. Serien omfattar långdistanslopp på fem kontinenter.

## Mästare
| År   | Förare                             | Förare (Bronze)                 | Tillverkare  |
| ---- | ---------------------------------- | ------------------------------- | ------------ |
| 2016 | Laurens Vanthoor                   | Thierry Cornac Steve McLaughlan | Audi         |
| 2017 | Markus Winkelhock                  | -                               | Audi         |
| 2018 | Tristan Vautier                    | Kenny Habul                     | Audi         |
| 2019 | Dennis Olsen                       | Kenny Habul                     | Porsche      |
| 2020 | Nicky Catsburg Augusto Farfus      | -                               | Porsche      |
| 2021 | Côme Ledogar Alessandro Pier Guidi | -                               | Audi         |
| 2022 | Daniel Juncadella                  | -                               | Mercedes-AMG |
| 2023 | Jules Gounon                       | -                               | Mercedes-AMG |
| 2024 | Charles Weerts                     | -                               | Porsche      |